# Cecilie Tenfjord-Toftby
Cecilie Johanne Tenfjord-Toftby, född 3 januari 1970 i Tennfjord i Norge, är en svensk politiker (moderat). Hon var ordinarie riksdagsledamot från 2008 till 2022, invald för Västra Götalands läns södra valkrets.

## Riksdagsledamot
Tenfjord-Toftby kandiderade i riksdagsvalet 2006 och blev ersättare. Hon utsågs till ny ordinarie riksdagsledamot från och med 30 september 2008 sedan Ulf Sjösten avsagt sig uppdraget.
Hon var 2010–2015 ordinarie ledamot i näringsutskottet och energipolitiskt ansvarig. Sedan 2015 är hon ledamot av skatteutskottet.

## Övrigt
I valet till Europaparlamentet 2014 var Tenfjord-Toftby Moderaternas femte kandidat och Västsveriges huvudkandidat. Hon är ledamot i Nordiska rådets svenska delegation sedan 2010 och ordförande i Nordiska rådets Näringsutskott sedan 2012 samt ordförande för den parlamentariska Östersjökonferensens, BSPC:s, arbetsgrupp för grön tillväxt sedan 2011. Hon var ordförande för stadsdel Centrum i Borås stad 2006–2008, ledamot i kommunstyrelsen i Borås 2001–2008 och länskvinnoansvarig för Moderatkvinnorna 2001–2006.
Hon kandiderade till Europaparlamentsvalet i Sverige 2014 på femte plats på Moderaternas lista.